# Trophée de France (patinage artistique)
Pour la compétition de football, voir Trophée de France.
Le Trophée de France (ou Internationaux de France  depuis 2017) est une compétition internationale de patinage artistique et de danse sur glace créée en 1987. Elle est intégrée au Grand Prix ISU en 1995 ; c'est en général la quatrième compétition du Grand Prix ISU et a habituellement lieu en novembre. 

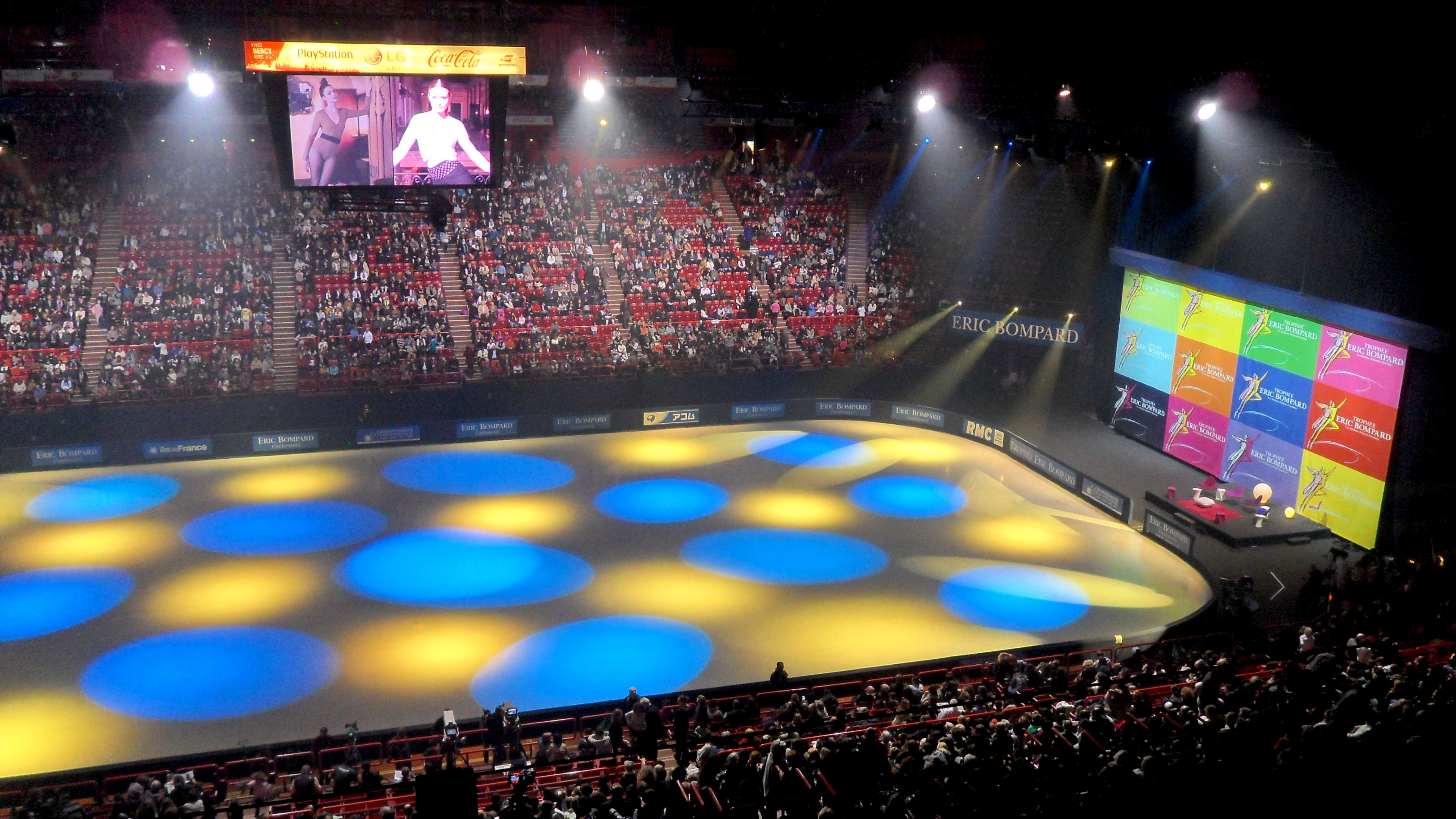
Edition 2011, vue de la patinoire

Trophée de France est le nom officiel de la compétition. Il s'est également appelé Trophée Lalique à 15 reprises (de 1987 à 1993 et de 1996 à 2003) et Trophée Éric-Bompard à 12 reprises (de 2004 à 2015).
Pour la première fois dans l'histoire du Grand Prix ISU, seuls les programmes courts ont été disputés lors de l'édition 2015, en raison des attentats du 13 novembre 2015 en Île-de-France.
Pour la première fois de son histoire, le Trophée de France est annulé pour l'édition 2020 en raison de la pandémie de Covid-19.

## Médaillés

### Messieurs
| Édition | Lieu                                                    | Or                                                      | Argent                                                  | Bronze                                                  |
| ------- | ------------------------------------------------------- | ------------------------------------------------------- | ------------------------------------------------------- | ------------------------------------------------------- |
| 1987    | Paris                                                   | Petr Barna                                              | Angelo D'Agostino                                       | Paul Robinson                                           |
| 1988    | Paris                                                   | Paul Wylie                                              | Grzegorz Filipowski                                     | Michael Slipchuk                                        |
| 1989    | Paris                                                   | Vyacheslav Zahorodnyuk                                  | Grzegorz Filipowski                                     | Norman Proft                                            |
| 1990    | Paris                                                   | Christopher Bowman                                      | Vyacheslav Zahorodnyuk                                  | Elvis Stojko                                            |
| 1991    | Albertville                                             | Kurt Browning                                           | Vyacheslav Zahorodnyuk                                  | Aleksey Urmanov                                         |
| 1992    | Paris                                                   | Mark Mitchell                                           | Éric Millot                                             | Sébastien Britten                                       |
| 1993    | Paris                                                   | Todd Eldredge                                           | Philippe Candeloro                                      | Vyacheslav Zahorodnyuk                                  |
| 1994    | Lyon                                                    | Philippe Candeloro                                      | Éric Millot                                             | Michael Chack                                           |
| 1995    | Bordeaux                                                | Ilia Kulik                                              | Éric Millot                                             | Elvis Stojko                                            |
| 1996    | Paris                                                   | Todd Eldredge                                           | Vyacheslav Zahorodnyuk                                  | Michael Weiss                                           |
| 1997    | Paris                                                   | Aleksey Yagudin                                         | Philippe Candeloro                                      | Igor Pashkevitch                                        |
| 1998    | Paris                                                   | Aleksey Yagudin                                         | Michael Weiss                                           | Emanuel Sandhu                                          |
| 1999    | Paris                                                   | Aleksey Yagudin                                         | Vincent Restencourt                                     | Ivan Dinev                                              |
| 2000    | Paris                                                   | Aleksey Yagudin                                         | Stanick Jeannette                                       | Roman Serov                                             |
| 2001    | Paris                                                   | Aleksey Yagudin                                         | Todd Eldredge                                           | Andrejs Vlascenko                                       |
| 2002    | Paris                                                   | Michael Weiss                                           | Zhang Min                                               | Takeshi Honda                                           |
| 2003    | Paris                                                   | Evgeni Plushenko                                        | Kevin Van Der Perren                                    | Michael Weiss                                           |
| 2004    | Paris                                                   | Johnny Weir                                             | Brian Joubert                                           | Emanuel Sandhu                                          |
| 2005    | Paris                                                   | Jeffrey Buttle                                          | Brian Joubert                                           | Gheorghe Chiper                                         |
| 2006    | Paris                                                   | Brian Joubert                                           | Alban Préaubert                                         | Sergeï Dobrin                                           |
| 2007    | Paris                                                   | Patrick Chan                                            | Sergey Voronov                                          | Alban Préaubert                                         |
| 2008    | Paris                                                   | Patrick Chan                                            | Takahiko Kozuka                                         | Alban Préaubert                                         |
| 2009    | Paris                                                   | Nobunari Oda                                            | Tomáš Verner                                            | Adam Rippon                                             |
| 2010    | Paris                                                   | Takahiko Kozuka                                         | Florent Amodio                                          | Brandon Mroz                                            |
| 2011    | Paris                                                   | Patrick Chan                                            | Nan Song                                                | Michal Brezina                                          |
| 2012    | Paris                                                   | Takahito Mura                                           | Jeremy Abbott                                           | Florent Amodio                                          |
| 2013    | Paris                                                   | Patrick Chan                                            | Yuzuru Hanyu                                            | Jason Brown                                             |
| 2014    | Bordeaux                                                | Maksim Kovtun                                           | Tatsuki Machida                                         | Denis Ten                                               |
| 2015    | Bordeaux                                                | Shoma Uno                                               | Maksim Kovtun                                           | Daisuke Murakami                                        |
| 2016    | Paris                                                   | Javier Fernández                                        | Denis Ten                                               | Adam Rippon                                             |
| 2017    | Grenoble                                                | Javier Fernández                                        | Shoma Uno                                               | Misha Ge                                                |
| 2018    | Grenoble                                                | Nathan Chen                                             | Jason Brown                                             | Aleksandr Samarin                                       |
| 2019    | Grenoble                                                | Nathan Chen                                             | Aleksandr Samarin                                       | Kevin Aymoz                                             |
| 2020    | Pas de compétition en raison de la pandémie de Covid-19 | Pas de compétition en raison de la pandémie de Covid-19 | Pas de compétition en raison de la pandémie de Covid-19 | Pas de compétition en raison de la pandémie de Covid-19 |
| 2021    | Grenoble                                                | Yuma Kagiyama                                           | Shun Sato                                               | Jason Brown                                             |
| 2022    | Angers                                                  | Adam Siao Him Fa                                        | Sōta Yamamoto                                           | Kazuki Tomono                                           |
| 2023    | Angers                                                  | Adam Siao Him Fa                                        | Ilia Malinin                                            | Yuma Kagiyama                                           |
| 2024    | Angers                                                  | Adam Siao Him Fa                                        | Koshiro Shimada                                         | Andrew Torgashev                                        |
| 2025    | Angers                                                  |                                                         |                                                         |                                                         |

### Dames
| Édition | Lieu                                                    | Or                                                      | Argent                                                  | Bronze                                                  |
| ------- | ------------------------------------------------------- | ------------------------------------------------------- | ------------------------------------------------------- | ------------------------------------------------------- |
| 1987    | Paris                                                   | Jill Trenary                                            | Agnès Gosselin                                          | Patricia Neske                                          |
| 1988    | Paris                                                   | Claudia Leistner                                        | Natalia Gorbenko                                        | Evelyn Großmann                                         |
| 1989    | Paris                                                   | Surya Bonaly                                            | Holly Cook                                              | Laëtitia Hubert                                         |
| 1990    | Paris                                                   | Surya Bonaly                                            | Lenka Kulanová                                          | Nancy Kerrigan                                          |
| 1991    | Albertville                                             | Midori Itō                                              | Kristi Yamaguchi                                        | Nancy Kerrigan                                          |
| 1992    | Paris                                                   | Surya Bonaly                                            | Karen Preston                                           | Laëtitia Hubert                                         |
| 1993    | Paris                                                   | Surya Bonaly                                            | Mila Kajas                                              | Lisa Sargeant Driscoll                                  |
| 1994    | Lyon                                                    | Surya Bonaly                                            | Tonia Kwiatkowski                                       | Michelle Kwan                                           |
| 1995    | Bordeaux                                                | Josée Chouinard                                         | Chen Lu                                                 | Surya Bonaly                                            |
| 1996    | Paris                                                   | Michelle Kwan                                           | Maria Butyrskaya                                        | Tara Lipinski                                           |
| 1997    | Paris                                                   | Laëtitia Hubert                                         | Tara Lipinski                                           | Vanessa Gusmeroli                                       |
| 1998    | Paris                                                   | Maria Butyrskaya                                        | Nicole Bobek                                            | Vanessa Gusmeroli                                       |
| 1999    | Paris                                                   | Maria Butyrskaya                                        | Viktoria Volchkova                                      | Sarah Hughes                                            |
| 2000    | Paris                                                   | Maria Butyrskaya                                        | Viktoria Volchkova                                      | Jennifer Kirk                                           |
| 2001    | Paris                                                   | Maria Butyrskaya                                        | Sarah Hughes                                            | Sasha Cohen                                             |
| 2002    | Paris                                                   | Sasha Cohen                                             | Yoshie Onda                                             | Alisa Drei                                              |
| 2003    | Paris                                                   | Sasha Cohen                                             | Shizuka Arakawa                                         | Julia Sebestyen                                         |
| 2004    | Paris                                                   | Joannie Rochette                                        | Carolina Kostner                                        | Julia Sebestyen                                         |
| 2005    | Paris                                                   | Mao Asada                                               | Sasha Cohen                                             | Shizuka Arakawa                                         |
| 2006    | Paris                                                   | Kim Yuna                                                | Miki Andō                                               | Kimmie Meissner                                         |
| 2007    | Paris                                                   | Mao Asada                                               | Kimmie Meissner                                         | Ashley Wagner                                           |
| 2008    | Paris                                                   | Joannie Rochette                                        | Mao Asada                                               | Caroline Zhang                                          |
| 2009    | Paris                                                   | Kim Yuna                                                | Mao Asada                                               | Yukari Nakano                                           |
| 2010    | Paris                                                   | Kiira Korpi                                             | Mirai Nagasu                                            | Alissa Czisny                                           |
| 2011    | Paris                                                   | Elizaveta Tuktamysheva                                  | Carolina Kostner                                        | Alissa Czisny                                           |
| 2012    | Paris                                                   | Ashley Wagner                                           | Elizaveta Tuktamysheva                                  | Ioulia Lipnitskaïa                                      |
| 2013    | Paris                                                   | Ashley Wagner                                           | Adelina Sotnikova                                       | Anna Pogorilaya                                         |
| 2014    | Bordeaux                                                | Elena Radionova                                         | Ioulia Lipnitskaïa                                      | Ashley Wagner                                           |
| 2015    | Bordeaux                                                | Gracie Gold                                             | Ioulia Lipnitskaïa                                      | Roberta Rodeghiero                                      |
| 2016    | Paris                                                   | Ievguenia Medvedeva                                     | Maria Sotskova                                          | Wakaba Higuchi                                          |
| 2017    | Grenoble                                                | Alina Zagitova                                          | Maria Sotskova                                          | Kaetlyn Osmond                                          |
| 2018    | Grenoble                                                | Rika Kihira                                             | Mai Mihara                                              | Bradie Tennell                                          |
| 2019    | Grenoble                                                | Aliona Kostornaïa                                       | Alina Zagitova                                          | Mariah Bell                                             |
| 2020    | Pas de compétition en raison de la pandémie de Covid-19 | Pas de compétition en raison de la pandémie de Covid-19 | Pas de compétition en raison de la pandémie de Covid-19 | Pas de compétition en raison de la pandémie de Covid-19 |
| 2021    | Grenoble                                                | Anna Chtcherbakova                                      | Aliona Kostornaïa                                       | Wakaba Higuchi                                          |
| 2022    | Angers                                                  | Loena Hendrickx                                         | Kim Ye-lim                                              | Rion Sumiyoshi                                          |
| 2023    | Angers                                                  | Isabeau Levito                                          | Nina Pinzarrone                                         | Rion Sumiyoshi                                          |
| 2024    | Angers                                                  | Amber Glenn                                             | Wakaba Higuchi                                          | Rion Sumiyoshi                                          |
| 2025    | Angers                                                  |                                                         |                                                         |                                                         |

### Couples
| Édition | Lieu                                                    | Or                                                      | Argent                                                  | Bronze                                                  |
| ------- | ------------------------------------------------------- | ------------------------------------------------------- | ------------------------------------------------------- | ------------------------------------------------------- |
| 1987    | Paris                                                   | Natalie Seybold / Wayne Seybold                         | Yulia Bistrova / Aleksandr Tarasov                      | Laurene Collin / John Penticost                         |
| 1988    | Paris                                                   | Elena Bechke / Denis Petrov                             | Mandy Wötzel / Axel Rauschenbach                        | Katy Keely / Joseph Mero                                |
| 1989    | Paris                                                   | Mandy Wötzel / Axel Rauschenbach                        | Isabelle Brasseur / Lloyd Eisler                        | Radka Kovarikova / Rene Novotny                         |
| 1990    | Paris                                                   | Elena Bechke / Denis Petrov                             | Evgenia Chernycheva / Dmitri Sukhanov                   | Michelle Menzies / Kevin Wheeler                        |
| 1991    | Albertville                                             | Natalia Mishkutionok/ Artur Dmitriev                    | Radka Kovarikova / Rene Novotny                         | Elena Bechke / Denis Petrov                             |
| 1992    | Paris                                                   | Evgenia Shishkova / Vadim Naumov                        | Radka Kovarikova / Rene Novotny                         | Karen Courtland / Todd Reynolds                         |
| 1993    | Paris                                                   | Natalia Mishkutionok / Artur Dmitriev                   | Marina Eltsova / Andrei Bushkov                         | Jenni Meno / Todd Sand                                  |
| 1994    | Lyon                                                    | Marina Eltsova / Andrei Bushkov                         | Elena Berejnaïa / Oleg Sliakhov                         | Mandy Wötzel / Ingo Steuer                              |
| 1995    | Bordeaux                                                | Elena Berejnaïa / Oleg Sliakov                          | Oksana Kazakova / Artur Dmitriev                        | Jenni Meno / Todd Sand                                  |
| 1996    | Paris                                                   | Oksana Kazakova / Artur Dmitriev                        | Jenni Meno / Todd Sand                                  | Elena Berejnaïa / Anton Sikharulidze                    |
| 1997    | Paris                                                   | Elena Berejnaïa / Anton Sikharulidze                    | Mandy Wötzel / Ingo Steuer                              | Xue Shen / Hongbo Zhao                                  |
| 1998    | Paris                                                   | Sarah Abitbol / Stéphane Bernadis                       | Kyoko Ina / John Zimmerman                              | Marina Eltsova / Andrei Bushkov                         |
| 1999    | Paris                                                   | Sarah Abitbol / Stéphane Bernadis                       | Tatiana Totmianina / Maksim Marinin                     | Dorota Zagórska / Mariusz Siudek                        |
| 2000    | Paris                                                   | Elena Berejnaïa / Anton Sikharulidze                    | Jamie Salé / David Pelletier                            | Kyoko Ina / John Zimmerman                              |
| 2001    | Paris                                                   | Elena Berejnaïa / Anton Sikharulidze                    | Kyoko Ina / John Zimmerman                              | Sarah Abitbol / Stéphane Bernadis                       |
| 2002    | Paris                                                   | Tatiana Totmianina / Maksim Marinin                     | Sarah Abitbol / Stéphane Bernadis                       | Qing Pang / Jian Tong                                   |
| 2003    | Paris                                                   | Dan Zhang / Hao Zhang                                   | Tatiana Totmianina / Maksim Marinin                     | Tiffany Scott / Philip Dulebohn                         |
| 2004    | Paris                                                   | Xue Shen / Hongbo Zhao                                  | Maria Petrova / Aleksey Tikhonov                        | Qing Pang / Jian Tong                                   |
| 2005    | Paris                                                   | Tatiana Totmianina / Maksim Marinin                     | Qing Pang / Jian Tong                                   | Valérie Marcoux / Craig Buntin                          |
| 2006    | Paris                                                   | Maria Petrova / Aleksey Tikhonov                        | Rena Inoue / John Baldwin                               | Julia Obertas / Sergei Slavnov                          |
| 2007    | Paris                                                   | Dan Zhang / Hao Zhang                                   | Qing Pang / Jian Tong                                   | Maria Mukhortova / Maksim Trankov                       |
| 2008    | Paris                                                   | Aljona Savchenko / Robin Szolkowy                       | Maria Mukhortova / Maksim Trankov                       | Meagan Duhamel / Craig Buntin                           |
| 2009    | Paris                                                   | Maria Mukhortova / Maksim Trankov                       | Jessica Dubé / Bryce Davison                            | Aljona Savchenko / Robin Szolkowy                       |
| 2010    | Paris                                                   | Aljona Savchenko / Robin Szolkowy                       | Vera Bazarova / Yuri Larionov                           | Maylin Hausch / Daniel Wende                            |
| 2011    | Paris                                                   | Tatiana Volosozhar / Maksim Trankov                     | Vera Bazarova / Yuri Larionov                           | Meagan Duhamel / Eric Radford                           |
| 2012    | Paris                                                   | Yuko Kavaguti / Alexandre Smirnov                       | Meagan Duhamel / Eric Radford                           | Stefania Berton / Ondřej Hotárek                        |
| 2013    | Paris                                                   | Pang Qing / Tong Jian                                   | Meagan Duhamel / Eric Radford                           | Caydee Denney / John Coughlin                           |
| 2014    | Bordeaux                                                | Ksenia Stolbova / Fedor Klimov                          | Sui Wenjing / Han Cong                                  | Wang Xuehan / Wang Lei                                  |
| 2015    | Bordeaux                                                | Tatiana Volosozhar / Maksim Trankov                     | Vanessa James / Morgan Ciprès                           | Julianne Séguin / Charlie Bilodeau                      |
| 2016    | Paris                                                   | Aljona Savchenko / Bruno Massot                         | Evgenia Tarasova / Vladimir Morozov                     | Vanessa James / Morgan Ciprès                           |
| 2017    | Grenoble                                                | Evgenia Tarasova / Vladimir Morozov                     | Vanessa James / Morgan Ciprès                           | Nicole Della Monica / Matteo Guarise                    |
| 2018    | Grenoble                                                | Vanessa James / Morgan Ciprès                           | Tarah Kayne / Daniel O'Shea                             | Aleksandra Boikova / Dimitrii Kozlovskii                |
| 2019    | Grenoble                                                | Anastasia Mishina / Aleksandr Galliamov                 | Daria Pavliuchenko / Denis Khodykin                     | Haven Denney / Brandon Frazier                          |
| 2020    | Pas de compétition en raison de la pandémie de Covid-19 | Pas de compétition en raison de la pandémie de Covid-19 | Pas de compétition en raison de la pandémie de Covid-19 | Pas de compétition en raison de la pandémie de Covid-19 |
| 2021    | Grenoble                                                | Aleksandra Boikova / Dmitrii Kozlovskii                 | Iuliia Artemeva / Mikhail Nazarychev                    | Alexa Scimeca Knierim / Brandon Frazier                 |
| 2022    | Angers                                                  | Deanna Stellato-Dudek / Maxime Deschamps                | Camille Mendoza / Pavel Kovalev                         | Annika Hocke / Robert Kunkel                            |
| 2023    | Angers                                                  | Lia Pereira / Trennt Michaud                            | Sara Conti / Niccolò Macii                              | Camille Mendoza / Pavel Kovalev                         |
| 2024    | Angers                                                  | Minerva Fabienne Hase / Nikita Volodin                  | Sara Conti / Niccolò Macii                              | Rebecca Ghilardi / Filippo Ambrosini                    |
| 2025    | Angers                                                  |                                                         |                                                         |                                                         |

### Danse sur glace
| Édition | Lieu                                                    | Or                                                      | Argent                                                  | Bronze                                                  |
| ------- | ------------------------------------------------------- | ------------------------------------------------------- | ------------------------------------------------------- | ------------------------------------------------------- |
| 1987    | Paris                                                   | Lia Trovati / Roberto Pelizzola                         | Susan Wynne / Joseph Druar                              | Corinne Paliard / Didier Courtois                       |
| 1988    | Paris                                                   | Susan Wynne / Joseph Druar                              | Sharon Jones / Paul Askham                              | Oksana Grichtchouk / Aleksandr Chichkov                 |
| 1989    | Paris                                                   | Anzhelika Krylova / Vladimir Leliuk                     | April Sargent / Russ Witherby                           | Susanna Rahkamo / Petri Kokko                           |
| 1990    | Paris                                                   | Stefania Calegari / Pasquale Camerlengo                 | Sophie Moniotte / Pascal Lavanchy                       | Anzhelika Krylova / Vladimir Leliuk                     |
| 1991    | Albertville                                             | Anzhelika Krylova / Vladimir Fedorov                    | Dominique Yvon / Frédéric Pannuel                       | Katerina Mrazova / Martin Simecek                       |
| 1992    | Paris                                                   | Sophie Moniotte / Pascal Lavanchy                       | Irina Romanova / Igor Yarochenko                        | Elena Krustarova / Oleg Ovsiannikov                     |
| 1993    | Paris                                                   | Irina Lobatcheva / Ilia Averboukh                       | Elizabeth Punsalan / Jerod Swallow                      | Marina Anissina / Gwendal Peizerat                      |
| 1994    | Lyon                                                    | Marina Anissina / Gwendal Peizerat                      | Elizabeth Punsalan / Jerod Swallow                      | Katerina Mrazova / Martin Simecek                       |
| 1995    | Bordeaux                                                | Oksana Grichtchouk / Ievgueni Platov                    | Marina Anissina / Gwendal Peizerat                      | Irina Romanova / Igor Yaroshenko                        |
| 1996    | Paris                                                   | Marina Anissina / Gwendal Peizerat                      | Elizabeth Punsalan / Jerod Swallow                      | Irina Romanova / Igor Yaroshenko                        |
| 1997    | Paris                                                   | Oksana Grichtchouk / Ievgueni Platov                    | Marina Anissina / Gwendal Peizerat                      | Irina Romanova / Igor Yaroshenko                        |
| 1998    | Paris                                                   | Marina Anissina / Gwendal Peizerat                      | Barbara Fusar-Poli / Maurizio Margaglio                 | Margarita Drobiazko / Povilas Vanagas                   |
| 1999    | Paris                                                   | Marina Anissina / Gwendal Peizerat                      | Barbara Fusar-Poli / Maurizio Margaglio                 | Margarita Drobiazko / Povilas Vanagas                   |
| 2000    | Paris                                                   | Marina Anissina / Gwendal Peizerat                      | Irina Lobatcheva / Ilia Averboukh                       | Kati Winkler / Rene Lohse                               |
| 2001    | Paris                                                   | Marina Anissina / Gwendal Peizerat                      | Shae-Lynn Bourne / Victor Kraatz                        | Margarita Drobiazko / Povilas Vanagas                   |
| 2002    | Paris                                                   | Olena Hrushyna / Ruslan Honcharov                       | Isabelle Delobel / Olivier Schoenfelder                 | Tanith Belbin / Benjamin Agosto                         |
| 2003    | Paris                                                   | Albena Denkova / Maxim Staviski                         | Marie-France Dubreuil / Patrice Lauzon                  | Isabelle Delobel / Olivier Schoenfelder                 |
| 2004    | Paris                                                   | Tatiana Navka / Roman Kostomarov                        | Albena Denkova / Maxim Staviski                         | Isabelle Delobel / Olivier Schoenfelder                 |
| 2005    | Paris                                                   | Olena Hrushyna / Ruslan Honcharov                       | Isabelle Delobel / Olivier Schoenfelder                 | Federica Faiella / Massimo Scali                        |
| 2006    | Paris                                                   | Albena Denkova / Maxim Staviski                         | Isabelle Delobel / Olivier Schoenfelder                 | Federica Faiella / Massimo Scali                        |
| 2007    | Paris                                                   | Isabelle Delobel / Olivier Schoenfelder                 | Jana Khokhlova / Sergey Novitski                        | Meryl Davis / Charlie White                             |
| 2008    | Paris                                                   | Isabelle Delobel / Olivier Schoenfelder                 | Federica Faiella / Massimo Scali                        | Sinead Kerr / John Kerr                                 |
| 2009    | Paris                                                   | Tessa Virtue / Scott Moir                               | Nathalie Péchalat / Fabian Bourzat                      | Sinead Kerr / John Kerr                                 |
| 2010    | Paris                                                   | Nathalie Péchalat / Fabian Bourzat                      | Ekaterina Riazanova / Ilia Tkachenko                    | Madison Chock / Greg Zuerlein                           |
| 2011    | Paris                                                   | Tessa Virtue / Scott Moir                               | Nathalie Péchalat / Fabian Bourzat                      | Anna Cappellini / Luca Lanotte                          |
| 2012    | Paris                                                   | Nathalie Péchalat / Fabian Bourzat                      | Anna Cappellini / Luca Lanotte                          | Ekaterina Riazanova / Ilia Tkachenko                    |
| 2013    | Paris                                                   | Tessa Virtue / Scott Moir                               | Elena Ilinykh / Nikita Katsalapov                       | Nathalie Péchalat / Fabian Bourzat                      |
| 2014    | Bordeaux                                                | Gabriella Papadakis / Guillaume Cizeron                 | Piper Gilles / Paul Poirier                             | Madison Hubbell / Zachary Donohue                       |
| 2015    | Bordeaux                                                | Madison Hubbell / Zachary Donohue                       | Piper Gilles / Paul Poirier                             | Aleksandra Stepanova / Ivan Bukin                       |
| 2016    | Paris                                                   | Gabriella Papadakis / Guillaume Cizeron                 | Madison Hubbell / Zachary Donohue                       | Piper Gilles / Paul Poirier                             |
| 2017    | Grenoble                                                | Gabriella Papadakis / Guillaume Cizeron                 | Madison Chock / Evan Bates                              | Aleksandra Stepanova / Ivan Bukin                       |
| 2018    | Grenoble                                                | Gabriella Papadakis / Guillaume Cizeron                 | Victoria Sinitsina / Nikita Katsalapov                  | Piper Gilles / Paul Poirier                             |
| 2019    | Grenoble                                                | Gabriella Papadakis / Guillaume Cizeron                 | Madison Chock / Evan Bates                              | Charlène Guignard / Marco Fabbri                        |
| 2020    | Pas de compétition en raison de la pandémie de Covid-19 | Pas de compétition en raison de la pandémie de Covid-19 | Pas de compétition en raison de la pandémie de Covid-19 | Pas de compétition en raison de la pandémie de Covid-19 |
| 2021    | Grenoble                                                | Gabriella Papadakis / Guillaume Cizeron                 | Piper Gilles / Paul Poirier                             | Aleksandra Stepanova / Ivan Bukin                       |
| 2022    | Angers                                                  | Charlène Guignard / Marco Fabbri                        | Laurence Fournier Beaudry / Nikolaj Sørensen            | Evgeniia Lopareva / Geoffrey Brissaud                   |
| 2023    | Angers                                                  | Charlène Guignard / Marco Fabbri                        | Laurence Fournier Beaudry / Nikolaj Sørensen            | Evgeniia Lopareva / Geoffrey Brissaud                   |
| 2024    | Angers                                                  | Evgeniia Lopareva / Geoffrey Brissaud                   | Charlène Guignard / Marco Fabbri                        | Emily Bratti / Ian Somerville                           |
| 2025    | Angers                                                  |                                                         |                                                         |                                                         |